# Ephippiochthonius cikolae
Espèce
Synonymes
- Chthonius cikolae Ćurčić & Rađa, 2010

Ephippiochthonius cikolae est une espèce de pseudoscorpions de la famille des Chthoniidae.

## Distribution
Cette espèce est endémique de Croatie. Elle se rencontre vers Drniš.

## Description
Les femelles mesurent de 1,66 à 1,74 mm.

## Étymologie
Son nom d'espèce lui a été donné en référence au lieu de sa découverte, la Čikola.

## Publication originale
- Ćurčić, Rađa, Dimitrijević, Tomić, Pecelj & Ćurčić, 2010 : Chthonius (Chthonius) torakensis and Chthonius (Ephippiochthonius) cikolae, two new species of pseudoscorpions (Chthoniidae) from Croatia. Archives of Biological Sciences, vol. 62, no 4, p. 1223-1229.